# تپه کربلایی یوسف احمدآباد
تپه کربلایی یوسف احمدآباد مربوط به هزاره دوم قبل از میلاد است و در شهرستان رزن، بخش قروه درجزین، روستای احمدآباد واقع شده و این اثر در تاریخ ۲۳ شهریور ۱۳۸۲ با شمارهٔ ثبت ۱۰۱۱۱ به‌عنوان یکی از آثار ملی ایران به ثبت رسیده است.